# Stepanovićevo
Stepanovićevo (serbocroata cirílico: Степановићево) es un pueblo de Serbia, constituido administrativamente como una pedanía de la ciudad de Novi Sad en el distrito de Bačka del Sur de la provincia autónoma de Voivodina.
En 2011 tenía 2021 habitantes, casi todos étnicamente serbios. Hasta 2019, cuando la ciudad se dividía en dos municipios urbanos, el pueblo pertenecía al municipio de Novi Sad.
El pueblo fue fundado por el reino de los Serbios, Croatas y Eslovenos entre 1920 y 1924, sobre una finca que en el reino de Hungría se denominaba "Máriamajor". Recibe su nombre en honor al militar serbio Stepa Stepanović.
Se ubica a medio camino entre Novi Sad y Vrbas sobre la carretera 113.